# Tanaecia vordermanni
Tanaecia vordermanni är en fjärilsart som beskrevs av Pieter Cornelius Tobias Snellen 1890. Tanaecia vordermanni ingår i släktet Tanaecia och familjen praktfjärilar. Inga underarter finns listade i Catalogue of Life.